# Karl-Adolf Hollidt
Karl-Adolf Hollidt, född 28 april 1891 i Speyer, död 22 maj 1985 i Siegen, var en tysk militär. Han befordrades till generalmajor 1938 och till generalöverste 1943. Han erhöll Riddarkorset av Järnkorset med eklöv 1943. Vid OKW-rättegången 1947–1948 dömdes Hollidt till fem års fängelse, men frigavs redan 1949. Han är begravd på Stadtfriedhof i Speyer.

## Biografi
Hollidt påbörjade sin militära karriär 1909 och tjänstgjorde inom infanteriet under första världskriget. Efter kriget gick han med i en frikår, innan han fortsatte sin militära karriär inom Reichswehr. 
Vid mobiliseringen i slutet av augusti 1939 blev Hollidt befälhavare för 52:a infanteridivisionen och stationerades vid västfronten. Redan i september lämnade han sitt befäl för att istället bli generalstabschef i 5. Armee, som snart förflyttades till Polen och blev Grenzschutz-Abschnittskommando Mitte. Efter några veckor i Polen blev han istället generalstabschef för Oberbefehlshaber Ost. I maj 1940 organiserades Oberbefehlshaber Ost om till 9. Armee och kommenderades till slaget om Frankrike. Hollidt behöll sin roll som generalstabschef. 
Hösten 1940 blev Hollidt på nytt divisionsbefälhavare, när han fick befälet över 50:e infanteridivisionen. Denna division ledde han under fälttåget på Balkan våren 1941. Efter att den tyska invasionen av Sovjetunionen, Operation Barbarossa, inletts ledde han divisionen på södra delen av östfronten.
I januari 1942 blev Hollidt kårbefälhavare när han fick befälet över XVII. Armeekorps som även den befann sig på södra delen av östfronten. Under den tyska sommaroffensiven, Operation Blå, var hans kår en del av 6. Armee och ryckte fram mot Stalingrad. I november blev han befälhavare för Armee-Abteilung Hollidt, som var ett slags alarmhögkvarter som samlade ihop tillgängliga styrkor och försökte lappa ihop fronten efter sovjetiska angrepp. Från detta högkvarter bildades den nya 6. Armee den 6 mars 1943 (den gamla 6. Armee kapitulerade i Stalingrad). 
Den 4 augusti nämndes Hollidt i Wehrmachtbericht sedan hans styrkor lyckats slå tillbaka ett sovjetiskt genombrottsförsök vid floden Mius. Den 1 september befordrades han till generalöverste. 
Senhösten 1943 insjuknade Hollidt och tvingades lämna sitt befäl. I befälslistorna över 6. Armee står det, att han ledde armén från december 1943 till mars 1944, men det är osäkert då han var sjuk; en sjukdom som gjorde att han i april 1944 placerades i befälsreserven och han kom inte att få fler militära tjänstgöringar under kriget. Däremot arbetade han från februari 1945 i det industrialiserade Ruhrområdet med produktions- och försvarsfrågor, underställd den lokale Gauleitern. Han stängdes in i den så kallade Ruhrfickan och hamnade i amerikansk krigsfångenskap den 17 april 1945. Han dömdes i OKW-rättegången 1947–1948 till fem års fängelse för att ha använt sovjetiska krigsfångar och civilister till att bygga ställningar åt 6. Armee. Hollidt frigavs dock redan den 22 december 1949.

## Befäl
- 50. Infanterie-Division: oktober 1940 — januari 1942
- XVII. armékåren: januari 1942 — mars 1943
- 6. Armén: mars — november 1943

Därefter ingick Hollidt i överbefälhavarens reserv, på grund av sjukdom, till krigets slut.

### Webbkällor
- Lexikon der Wehrmacht